# Santiago Ocampos
Santiago Ocampos Ibarra (San Lorenzo, Paraguay, 22 de enero de 2002), más conocido como Santiago Ocampos, es un futbolista profesional paraguayo que juega como defensa en el Sportivo Luqueño de Paraguay.

## Carrera
Nacido en la ciudad de San Lorenzo, Ocampos empezó su carrera en la cantera del Sportivo Luqueño, y pasó por las formativas hasta la sub-16. A los 16 años, Ocampos ingresó a las divisiones inferiores de la Juventus procedente de la cantera del Sportivo Luqueño.

### Beitar Jerusalén
En 2020, Ocampos fichó por el Beitar Jerusalén de Israel tras recibir ofertas de Brasil, México, Estados Unidos y casi fichar por un equipo portugués.

### Flamengo
El 29 de diciembre de 2021, tras dejar Beitar Jerusalén, Ocampos firmó con Flamengo un contrato de tres años hasta diciembre de 2023.

### Operário Ferroviário
El 9 de abril de 2024, Flamengo liberó a Ocampos para firmar con el club Operário Ferroviário del Campeonato Brasileiro Série B hasta diciembre de 2025.

## Selección nacional
Militó en el sub-15 y el sub-16 del equipo nacional de Paraguay.

## Clubes
| Club             | País   | Año       | Partidos | Goles |
| ---------------- | ------ | --------- | -------- | ----- |
| Beitar Jerusalén | Israel | 2020-2021 | 19       | 0     |
| Flamengo         | Brasil | 2022-2024 | 2        | 0     |
| Operário-PR      | Brasil | 2024-     | 2        | 0     |